# 北野順一
北野 順一（きたの じゅんいち、1970年11月13日 - ）は、沖縄県出身のラジオパーソナリティ。
ニックネームはJK。父親は中国人で、母親は長崎県出身の日本人。

## 人物
アメリカンスクールに通っていた15歳の頃に初めてラジオの1コーナーをもったのがラジオDJになるきっかけとなった。
RBCラジオの番組「ラジオジャック」で、1987年4月～1988年3月に水曜日、1990年10月～1991年4月に火曜日のアシスタントを務め、1991年4月12日に金曜日枠が復活したのに伴いメインパーソナリティへ昇格した。アシスタントでなかった頃も同局「ポップサンデー」のメインパーソナリティを務めるなど、沖縄のラジオで当時まだ珍しかったバイリンガルDJとして活躍。
1993年10月の番組終了とともに活躍の拠点を福岡に移し、開局間もないCROSS FMへ。1995年から2003年まで夜のワイド番組「北野CLUB」のナビゲーターを務め、地元中高生に圧倒的な支持を得る。この頃からJKと呼ばれるようになる。同じ頃にはこれも看板番組である「COUNTDOWN KYUSHU HOT 100」も担当、北九州の本社スタジオにはゲストがいない時にもファンがJK見たさに集まるほどであり、当時同局の人気ナビゲーターだった宗方脩、中島ヒロトと共に「ナビゲーター御三家」と呼ばれていた時期もある。
1999年4月には東京へ移し、TOKYO FMの「エモーショナルビート」で3年間（～2002年3月）パーソナリティーを務め、関東にもファン層を拡大。アシスタントの中にはかつてTBSラジオ「シンデレラドリーム ミッドナイト☆パーティー」のパーソナリティーだった黒住祐子らがいる。ちなみにこの時期も東京タワーの近くにスタジオを借りる形で「北野CLUB」を続けていた。 
「エモーショナルビート」終了後は再び福岡に戻り、2004年までKBCラジオを中心に活躍。現在はDJ業の傍ら英会話レッスンを開講したり、地元福岡の放送系専門学校の非常勤講師を務め、後進の指導にも当たっている。
2008年10月から新生:cross fmに復帰したが2010年3月をもって降板。

## 出演

### ラジオ
- ラジオジャック（RBCラジオ）
- ポップサンデー（RBCラジオ）
- 北野CLUB（CROSS FM、1995年 - 2002年3月）
- COUNTDOWN KYUSHU HOT 100（CROSS FM）
- JK'S RADIO SHOW NO JOKE!（CROSS FM）
- エモーショナルビート（TOKYO FM）
- KBCミミトモ!（KBCラジオ、2002年4月1日 - 2003年3月28日）金曜担当
- CROSS EVENING SHOW JUST RADIO（CROSS FM、2003年4月-9月）
- JK SPUNKY RADIO（KBCラジオ）
- 東春日Records（FM大分）
- new discovery（CROSS FM、月曜のみ）
- JK super radio show（CROSS FM）
- KYUDEN J-POP POWER COUNTDOWN（CROSS FM）[2]
- RADIO ∞ INFINITY ZONE2（LOVE FM）
- Mazda Rhythm X8（FM大分、金曜11:30 - 11:55）
- 東春日ごじしちじ（FM大分、金曜17:00 - 18:55 2008年4月 - 2014年9月）
- ビタS（FM大分、金曜18:55 - 19:00）
- 夕方ラジオ チェケラッチョ（FM佐賀、月曜16：00 - 18：55）
- Mazda Rhythm And Sky（FM大分、金曜11:30 - 11:55）
- JK'S ROCK（ミュージックバード for コミュニティFM、日曜18:00 - 18:55 2017年4月 - 9月）
- fmごじしちじ（FM大分金曜17:00 - 18:55、2014年10月 -2022年9月）[3]
- 土曜の朝から"JK"がナイスミュージックをお届けするラジオ!（FM大分 土曜9:00 - 9:25、2017年4月 - ）[4]
- Street Noiz（LOVE FM、金曜20:00 - 22:00     2023年4月 - 2024年3月、番組自体は2009年4月に開始）[5][6]

### 配信
- ORION　BEAT(PodPress、ネット配信、不定期更新)
- 引力放送局〜Smile〜（社会医療法人三愛会youtubeチャンネル、2020年3月18日 14:00 -）[7]